# Wólka Wołyniecka
Wólka Wołyniecka – wieś w Polsce położona w województwie mazowieckim, w powiecie siedleckim, w gminie Wiśniew. Ma status sołectwa. Leży nad Muchawką dopływem Liwca.
Miejscowość podlega rzymskokatolickiej parafii św. Józefa Robotnika w Wołyńcach.
W latach 1975–1998 miejscowość administracyjnie należała do województwa siedleckiego.
Przez wieś przebiega droga powiatowa Mościbrody – Rakowiec.